# 하일랜드 게임

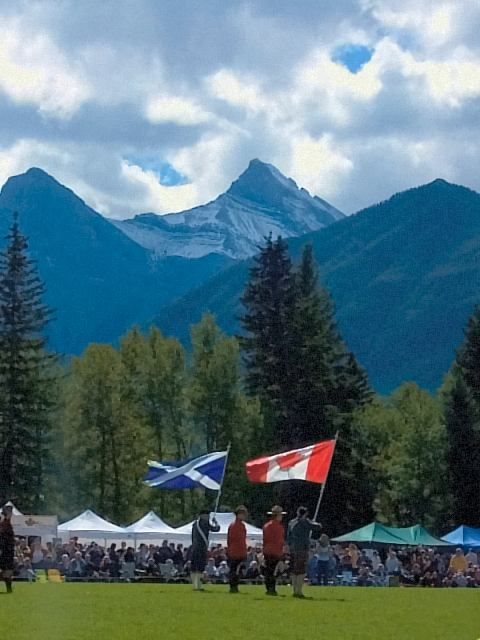
2004년 캔모어 하이랜드 게임의 개막식

하이랜드 게임(스코틀랜드 게일어: geamannan Gàidhealach)은 스코틀랜드와 스코틀랜드 디아스포라가 많이 거주하는 여러 나라에서 스코틀랜드와 켈트족 문화를, 특히 스코틀랜드 고지의 문화를 기념하는 방법으로 봄과 여름에 개최되는 경쟁적인 근력 스포츠이다. 게임의 특정 측면은 백파이프, 킬트, 그리고 특히 스톤 풋, 스코틀랜드 해머던지기, 웨이트 던지기, 웨이트 오버 바, 케이버 던지기, 통 던지기, 쉬프 던지기와 같은 중량 경기처럼 스코틀랜드를 상징하는 것으로 잘 알려져 있다. 파이프 연주와 드럼 연주, 춤, 스코틀랜드 중량 경기를 중심으로 진행되지만, 게임에는 스코틀랜드와 게일 문화의 다른 측면과 관련된 엔터테인먼트 및 전시회도 포함된다.
코월 게임으로 더 잘 알려진 코월 하이랜드 개더링은 매년 8월 스코틀랜드 더눈에서 열린다. 이는 스코틀랜드에서 가장 큰 하이랜드 게임으로, 약 3,500명의 참가자와 전 세계에서 약 23,000명의 관중을 끌어모은다. 그러나 전 세계적으로는 미국의 세 곳에서 더 많은 관중을 기록한다. 노스캐롤라이나주 그랜드파더 산에 약 3만 명이 모이며, 뉴햄프셔주 하이랜드 게임 및 축제에는 매년 3만 5천 명 이상이 참가한다. 북반구에서 가장 큰 북부 캘리포니아 개더링은 1866년부터 매년 개최되고 있다. 스코틀랜드 하이랜드 개더링 앤 게임즈는 현재 노동절 주말에 플레전턴에서 열리며, 2015년 9월 5일부터 6일까지 열린 150주년 행사에는 약 5만 명의 기록적인 관중이 모였다.
하이랜드 게임은 피에르 드 쿠베르탱 남작이 올림픽 부흥을 계획할 때 영향을 주었다고 주장된다. 드 쿠베르탱은 1889년 파리 박람회에서 하이랜드 게임 시연을 보았다.

## 역사

### 고대 게임
스코틀랜드 하이랜드 게임에서 열렸던 행사에 대한 최초의 역사적 언급은 말 콜룸 3세(스코틀랜드 게일어: Máel Coluim, 1031년경 – 1093년 11월 13일) 시대에 그가 브레이마를 내려다보는 크레이그 코이니크(Craig Choinnich)를 오르도록 사람들을 소집하여 스코틀랜드에서 가장 빠른 달리기 선수를 찾아 왕실 메신저로 삼으려 했을 때였다. 1703년 그랜트 영주(클랜 그랜트)의 씨족을 소환하는 문서가 있다. 그들은 하이랜드 코트를 입고 "또한 총, 검, 권총 및 단검"을 가지고 도착해야 했다. 이 편지에서 대회에 무예가 포함되었을 것이라고 추정된다. 스코틀랜드에서 가장 강하고 용감한 병사들이 시험을 받았을 것으로도 생각된다. 음악가와 춤꾼들은 그들의 기술과 재능을 드러내어 그들이 대표하는 씨족에 큰 영광을 가져다줄 수 있도록 장려되었다. 일부 현대 자료는 이러한 게임이 고지 주민들이 참여했던 사슴 사냥에서 유래했을 것이라고 시사한다.
초기 게임 전통을 밝히려는 시도가 있었지만 증거는 미미하다. 주요 자료는 씨족 간의 경연과 씨족 족장을 위한 수행원을 선발하기 위한 시험에 대한 음유시인의 전통에서 나온다.
초기 게임 장소의 한 예는 페터레소에 있다.

### 현대 게임

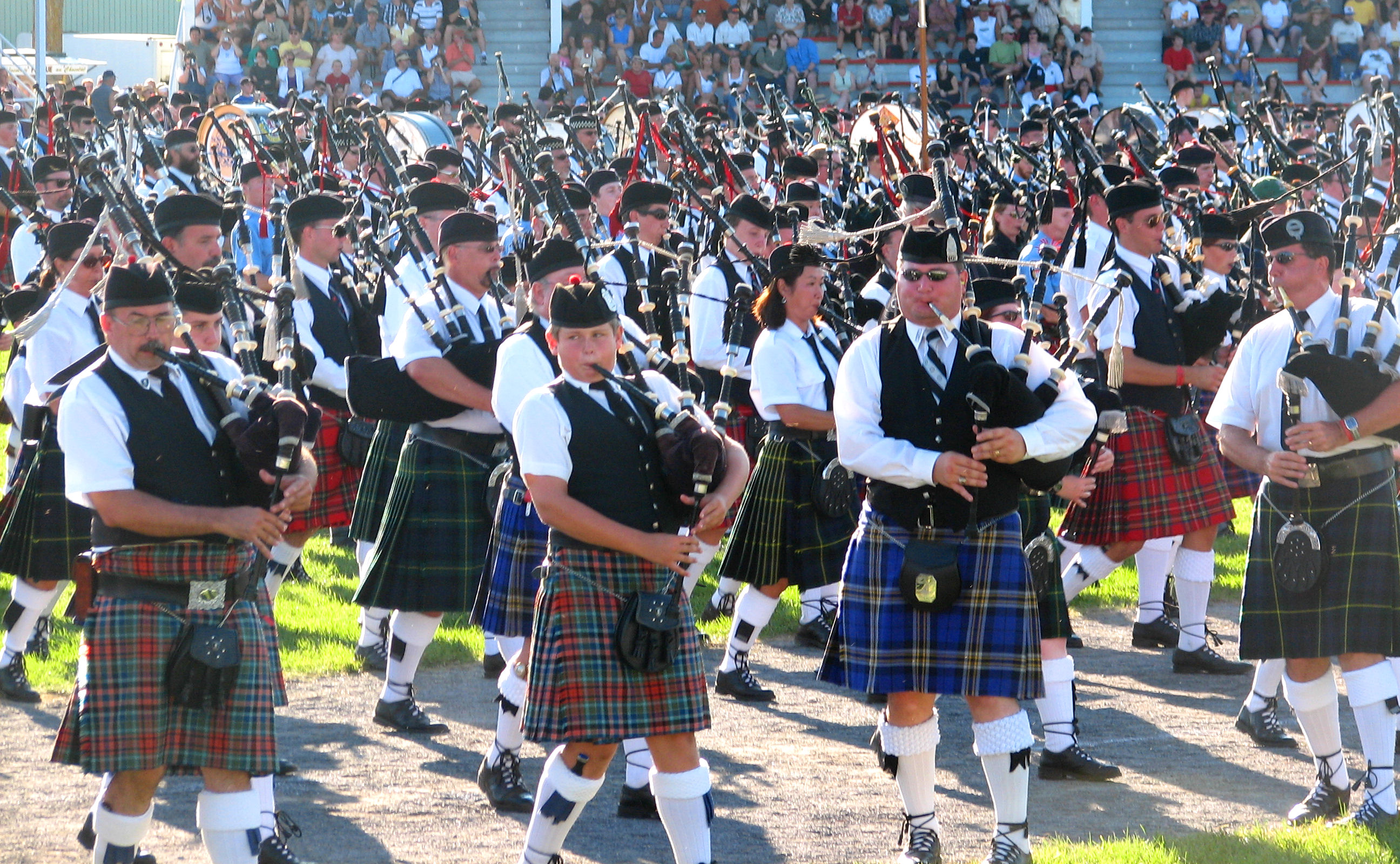
2006년 캐나다 온타리오주 맥스빌의 글렌개리 하이랜드 게임즈에서의 매시드 밴드

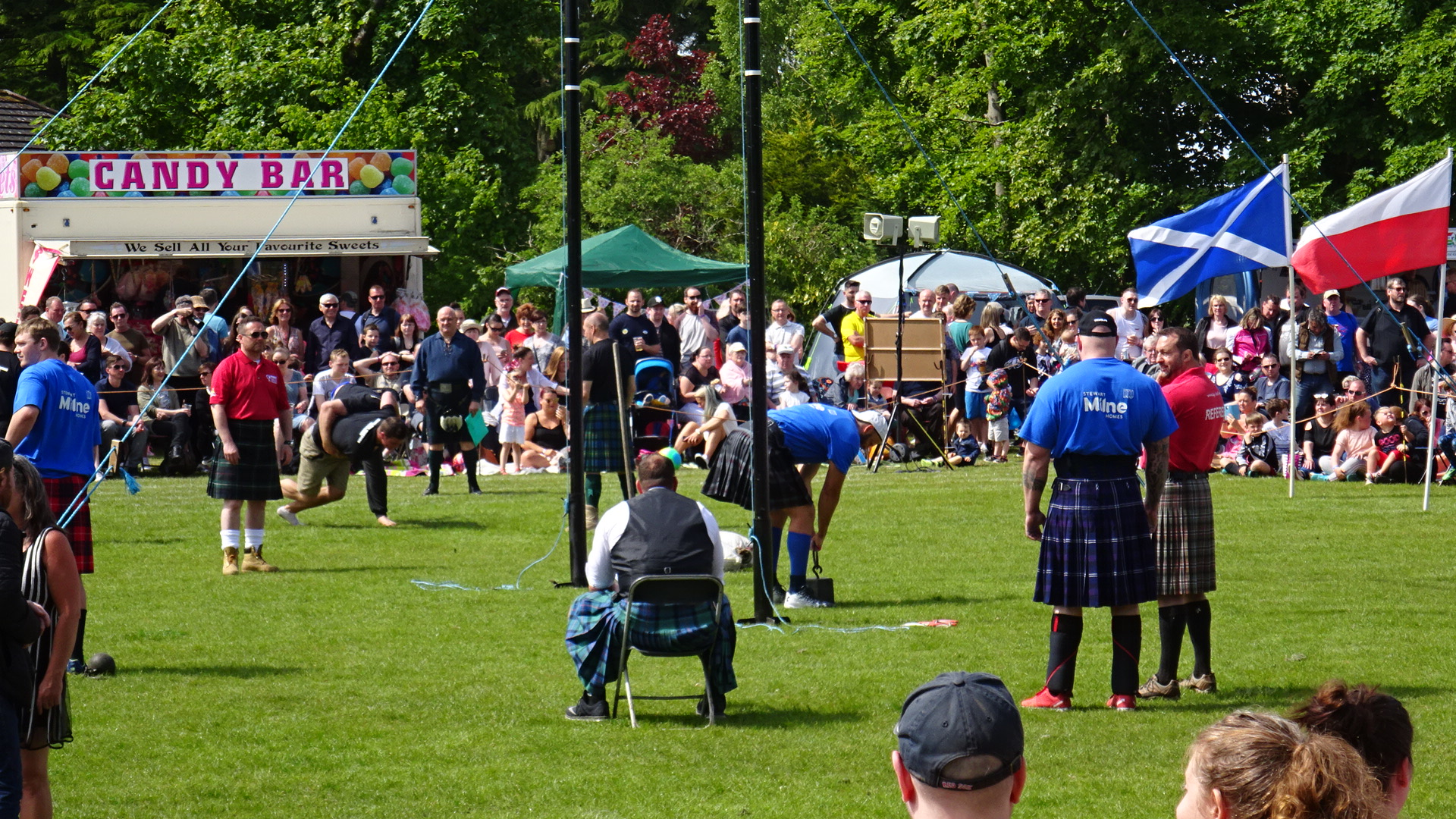
스코틀랜드 카문노크 하이랜드 게임의 웨이트 오버 바 경기

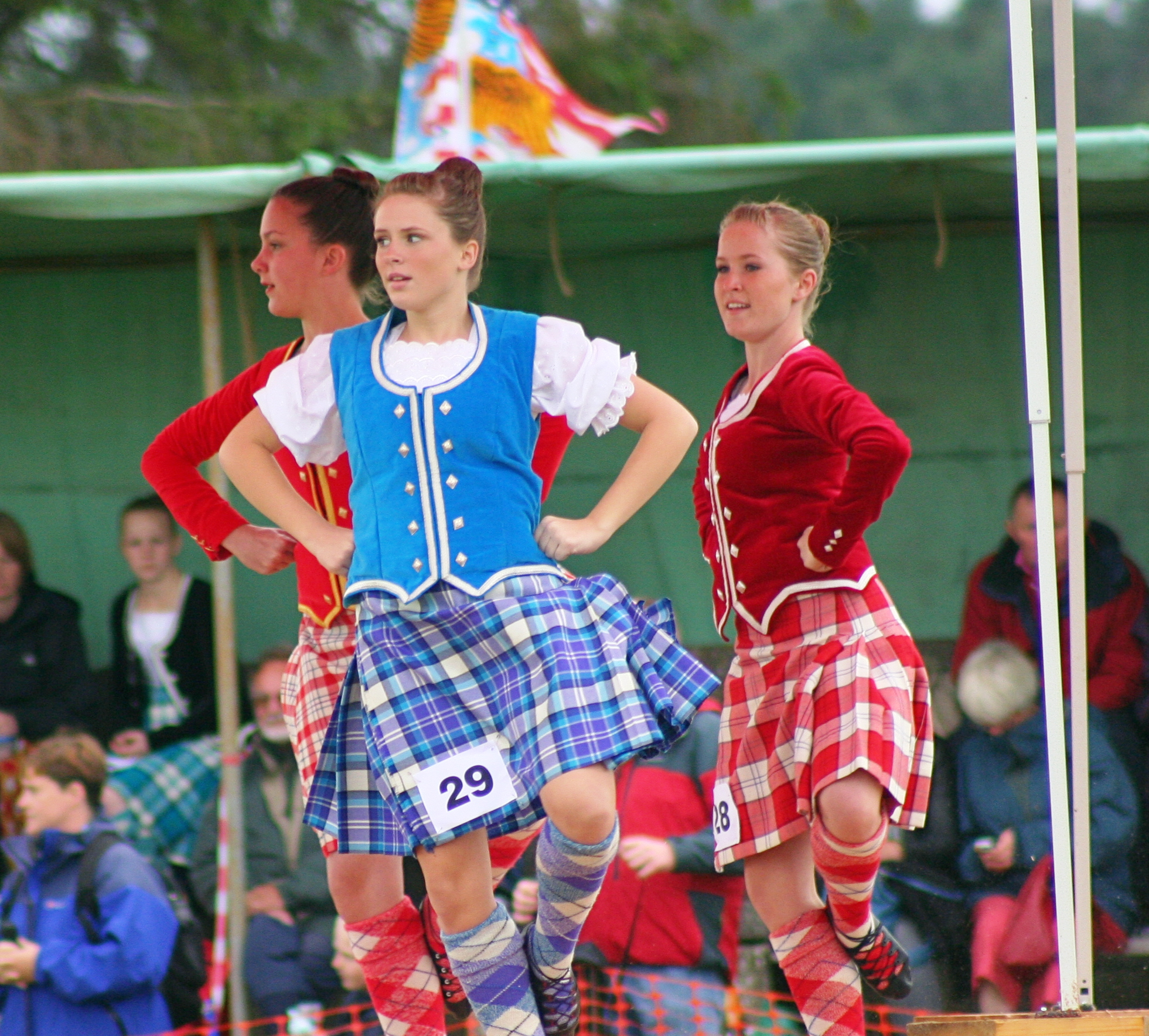
스코틀랜드 도르노크 하이랜드 개더링에서의 하이랜드 댄싱 대회

현대 하이랜드 게임은 자코바이트 반란과 이후 하이랜드 복장 금지 시기 이후인 19세기에 주로 발전한 것이다.
20세기 중반까지, 스코틀랜드의 전통 행사를 본뜨고 모드 축제의 일부 요소를 차용한 연례 하이랜드 게임 행사는 스코틀랜드뿐만 아니라 미국, 캐나다, 오스트레일리아, 뉴질랜드, 남아프리카 공화국 등 스코틀랜드 디아스포라가 현저하게 분포하는 지역에서 자리 잡았으며, 전 세계적으로 약 5천만 명에 달한다. (북미에서 이러한 행사 중 가장 초기의 것은 1836년 뉴욕과 적어도 1863년 노바스코샤로 거슬러 올라간다.) 현대의 상당히 상업화된 모임은 타르탄, 킬트 및 기타 고지 문화 요소를 해외에 홍보하는 데 크게 기여했으며, 수만 명의 참석자가 모이고 그 중 상당수가 고지 복장을 착용한다. 이 게임은 스코틀랜드 이외 지역의 전문 킬트 제작자 소규모 산업의 주요 사업 원천이며, 수많은 씨족 사회의 주요 모집장이다.
스코틀랜드 하이랜드 게임 협회는 스코틀랜드 내에 수십 개의 이러한 행사가 있다고 말하지만, 2000년 기준으로 전 세계적으로 최소 260개의 연례 하이랜드 게임 행사가 있었으며, 그 중 100개 이상이 미국에만 있고 수십 개는 캐나다에 있다. 이들은 1781년으로 거슬러 올라가는 백파이프 밴드 대회와 밀접하게 얽혀 있으며, 연대에서 영감을 받은 제복을 통해 고지 이미지를 지속적으로 제공한다. 2013년 글래스고에서 열린 세계 백파이프 밴드 선수권 대회에는 전 세계에서 8,000명 이상의 백파이프 연주자와 드러머가 참가했다.
이 게임의 다소 화려한 타르탄을 입은 하위문화는 "고지대로 가는 지름길"이며, 스코틀랜드 외부에서는 주로 직접적인 스코틀랜드 출신 이민자들보다는 여러 세대에 걸친 스코틀랜드계 후손들에 의해 유지된다. 그레고어 씨족의 족장이자 당시 스코틀랜드 씨족 상임 위원회의 의장이었던 맬컴 맥그레고어 경(타르탄과 관광 및 기타 스코틀랜드 경제 이익과의 연관성을 잘 알고 있었다)은 2016년에 스코틀랜드 이외 지역에서 열리는 게임 행사에 대해 "그것은 킬트와 케이버의 산물이지만, 스코틀랜드에 살지 않는 사람들이 원하는 스코틀랜드이다"라고 썼다. 이안 브라운(Ian Brown, 2012)은 타르탄, 킬트 및 기타 고지 상징물의 민족 정체성 표식으로서의 국제적인 토큰화를 위해 타르타니즘(tartanry와 구별되는)이라는 용어를 만들었는데, 이는 신세계 스코틀랜드 디아스포라의 문화적 필요에 맞춰 원천 스코틀랜드 "본국" 문화의 견해에 얽매이지 않고 어느 정도 독립적으로 진화하고 있다. 마이클 B. 패터슨(Michael B. Paterson, 2001)은 이러한 국가들의 유럽계 주민들이 몇 세대를 넘어선 문화에 대한 직접적인 경험이 부족하고 핵가족 구조에 지배되기 때문에 디아스포라 사이에서 고지 상징과 활동에 대한 애착이 있을 수 있다고 가설을 세운다. 하이랜드 게임, 씨족 타르탄, 번스 서퍼, 성 앤드루스 협회(미국에만 1,200개 이상) 등은 공유된 뿌리, 유산, 정체성, 그리고 더 넓고 유연한 가족 개념을 제공할 뿐만 아니라 구세계, "모국"과의 연결을 촉진한다. 피오나 K. 암스트롱(Fiona K. Armstrong, 2017)은 다음과 같이 썼다: "그것은 현대 시대의 봉건적 갈망이다. 그것은 위안이 되고 질서 잡힌 것으로 추정되는 과거에 대한 갈망이다." 이안 메이트랜드 흄(Ian Maitland Hume, 2001)에 따르면:
타르탄과 킬트는 사람들이 접근하고 싶어 하는 유산의 많은 측면을 담고 있으며, 또한 뿌리를 찾는 사람들에게는 부분적으로 신화적인 가족 기원을 나타낼 수도 있다....스코틀랜드 요소를 자신의 정체성의 일부로 채택하기로 선택하는 미국인의 수는 이러한 상징이 가진 힘에 상당 부분 기인한다.

이러한 디아스포라 타르탄 열풍은 1950년대, 즉 저렴한 동력 비행 시대의 시작과 함께 촉발된 것으로 보이며, 데임 매클라우드 씨족의 플로라 매클라우드와 같은 씨족 족장들이 스코틀랜드 관광 및 기타 연결을 홍보하기 위해 해외로 여행을 떠났다. (2017년 국립 관광청인 VisitScotland가 설문 조사한 스코틀랜드 혈통을 가진 사람들 중 최소 5명 중 1명은 스코틀랜드 여행에 관심을 표명했다.) 그러나 2009년 미국 기반 스코틀랜드 씨족 및 협회 평의회는 활동 중인 씨족 사회의 수가 감소하고 있으며(170개로 정점), 개인 회원 수가 최대 25% 감소했으며, 일부 연례 게임 행사가 중단되고 있다고 보고했다. "새로운 기술"(즉 인터넷)이 관련되어 있는 것으로 보였다.

## 행사

### 중량 경기
수세기 전 원래 형태의 하이랜드 게임은 육상 및 스포츠 대회를 중심으로 진행되었다. 다른 활동들도 항상 축제의 일부였지만, 오늘날에도 많은 사람들은 하이랜드 육상 경기가 게임의 전부라고 생각한다. 즉, 육상 경기가 게임이고 다른 모든 활동은 단지 오락일 뿐이라는 것이다. 그럼에도 불구하고 오늘날에도 육상 경기가 적어도 행사의 필수적인 부분이라는 것은 변함이 없다.

#### 스톤 풋/헤비 스톤 던지기

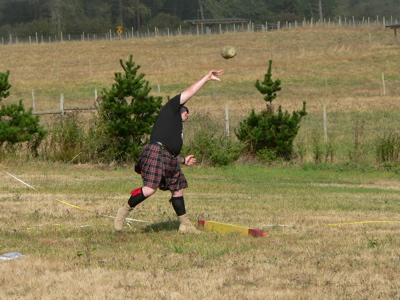
스톤 풋

올림픽에서 볼 수 있는 현대의 샷풋과 유사하게, 강철 샷 대신 가변 무게의 큰 돌이 자주 사용된다. 허용되는 기술에 따라 두 가지 버전이 있다. 브레이마 스톤은 남자의 경우 20-30 lb(9.1-13.6 kg) 돌을 사용하고(여자는 13-18 lb 또는 6-8 kg) 발판이나 "트리그(trig)"까지 달려가는 것을 허용하지 않는다. 즉, 서서 던진다. 남자의 경우 16-25 lb(7.3-11.4 kg) 돌을 사용하는(여자는 8-12 lb 또는 3.5-5.5 kg) 오픈 스톤에서는 돌이 발사될 때까지 목에 안겨져 한 손으로 던지는 한 어떤 던지기 스타일도 허용된다. 오픈 스톤의 대부분의 선수들은 "글라이드(glide)" 또는 "스핀(spin)" 기술을 사용한다.

#### 스코틀랜드 해머던지기
이 경기는 전 세계 육상 경기에서 볼 수 있는 현대 해머던지기의 전신으로 여겨진다. 그러나 하이랜드 게임 버전은 몇 가지 차이점이 있다. 스코틀랜드 경기에서는 남자용 16 또는 22 lb(7.25 또는 10 kg), 여자용 12 또는 16 lb(5.5 또는 7.25 kg) 무게의 둥근 금속 공이 약 4피트(1.2미터) 길이의 나무, 대나무, 등나무 또는 플라스틱으로 만든 샤프트 끝에 부착되어 있다. 발을 고정시킨 상태에서 해머를 머리 위로 휘둘러 어깨 너머로 멀리 던진다. 해머 던지는 선수들은 때때로 잔디에 파고들어 균형을 유지하고 머리 위로 휘두를 때 발생하는 원심력에 저항하기 위해 특별히 설계된 평평한 날이 달린 신발을 신는다. 이는 달성 가능한 거리를 상당히 증가시킨다.

#### 웨이트 던지기/거리 던지기

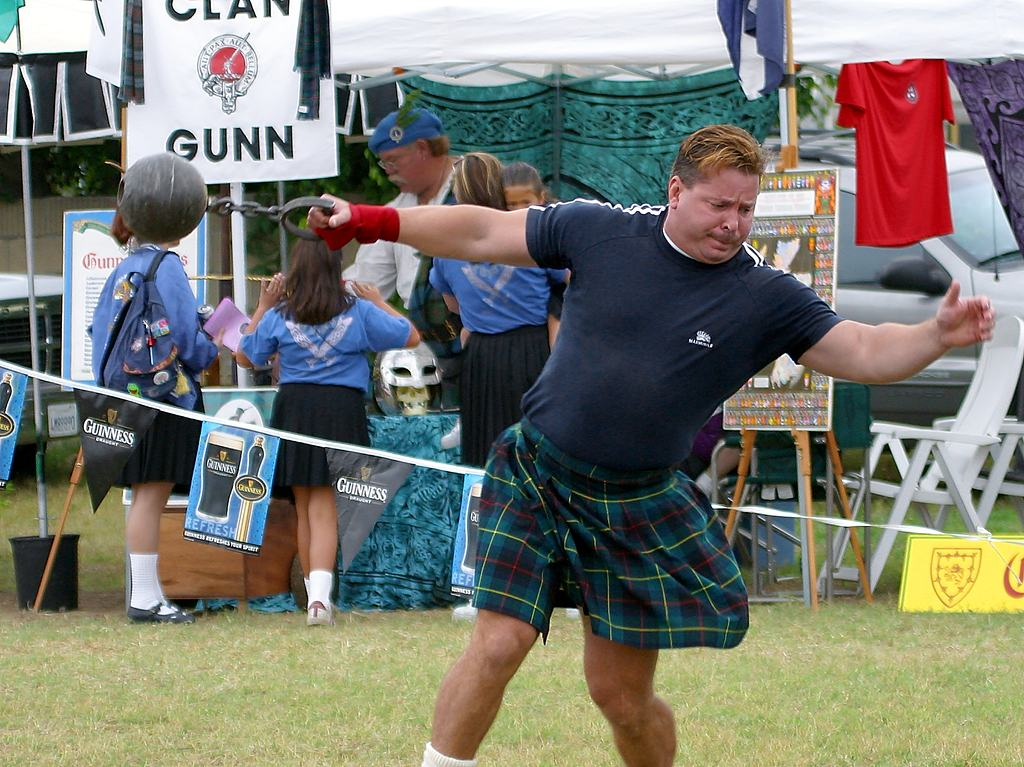
웨이트 던지기

이 종목은 던지는 기구의 무게에 따라 두 가지 변형(보통 두 개의 개별 종목으로 간주됨)이 있다. 하나는 가벼운 무게(남자용 28 lb (13 kg), 여자용 14 lb (6.4 kg))를 사용하고, 다른 하나는 무거운 무게(남자용 56 lb (25 kg), 마스터스 남자용 42 lb (19 kg), 여자용 28 lb (13 kg))를 사용한다. 무게는 금속으로 만들어졌으며 손잡이가 직접 또는 체인을 통해 부착되어 있다. 기구는 한 손으로만 던지지만, 다른 어떤 기술도 사용할 수 있다. 보통 회전 기술이 사용된다. 가장 긴 던지기가 승리한다.

#### 웨이트 오버 바/높이 던지기

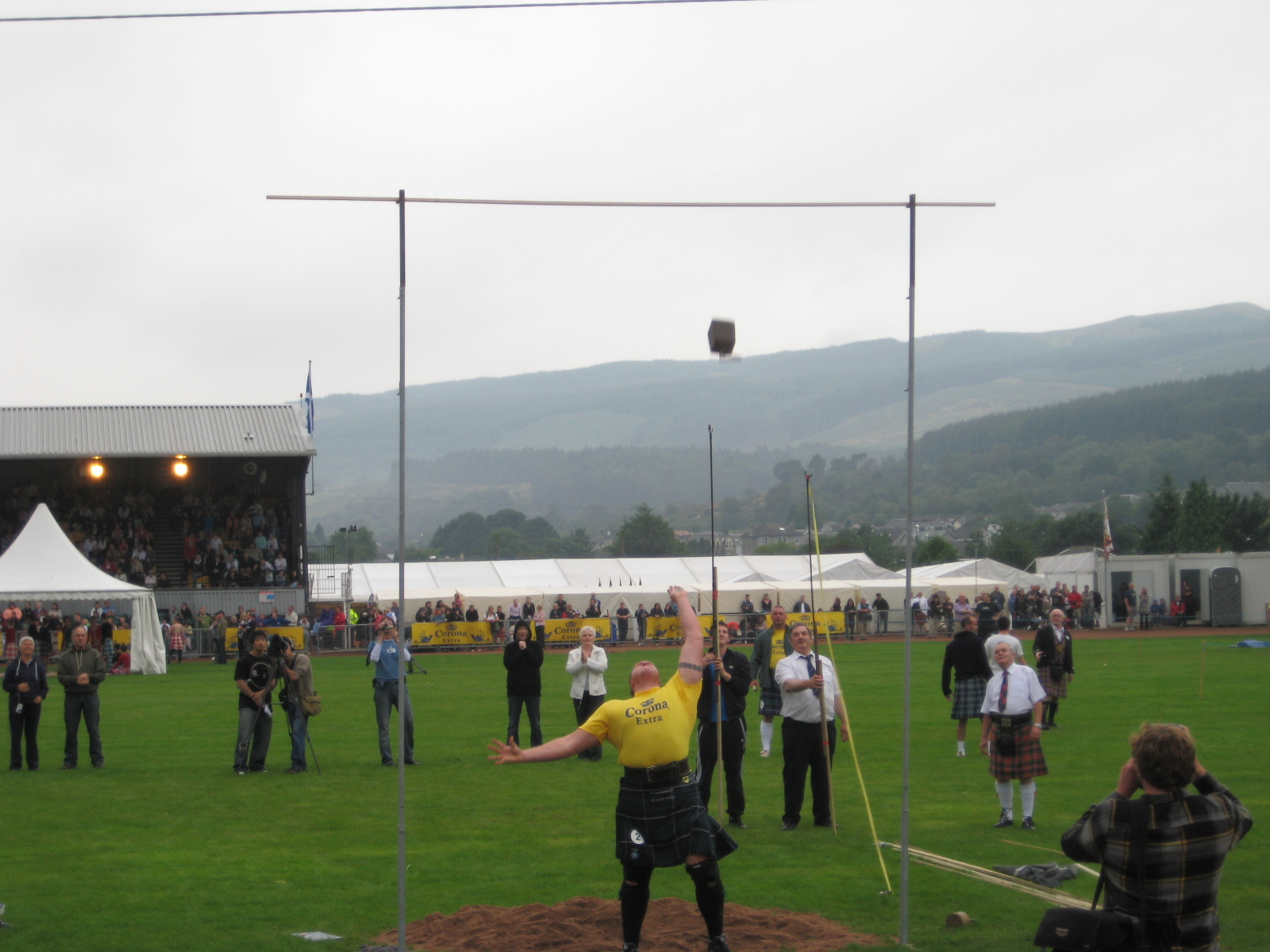
웨이트 오버 바

이 종목에서 선수들은 남자용 25.4 kg(56 lb/4-스톤) 무게, 마스터스 남자용 19 kg(42 lb), 여자용 12 kg(28 lb) 무게를 부착된 손잡이로 한 손으로 수평 막대 위로 던진다. 무게는 다리 사이에 두었다가 진자처럼 휘둘러 최고점에 도달했을 때, 즉 머리 바로 위에서 놓아야 한다. 각 선수에게는 각 높이에서 세 번의 시도가 허용된다. 성공적으로 높이를 넘으면 선수는 더 높은 다음 라운드로 진출할 수 있다. 경쟁은 가장 높은 성공적인 던지기로 결정되며, 동점일 경우 가장 적은 실패 횟수가 사용된다. 일부 스트롱맨 대회에서도 사용된다.

#### 케이버 던지기

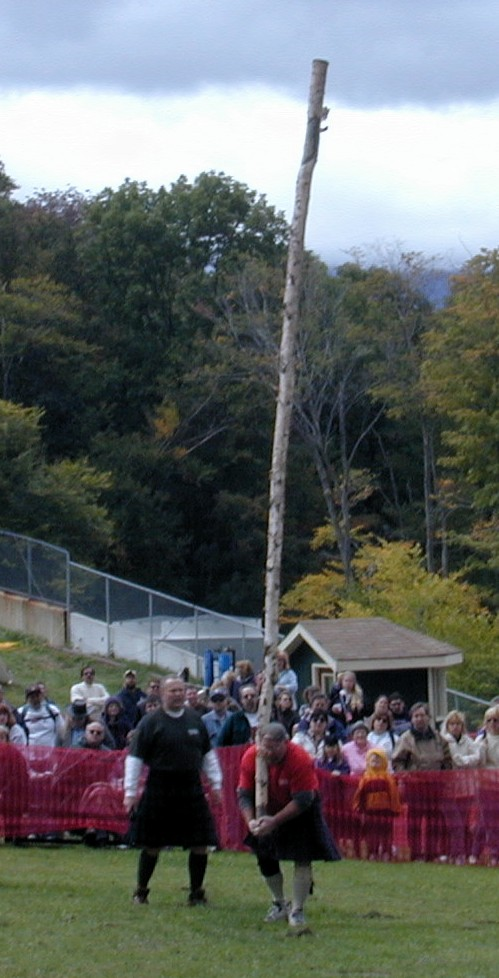
케이버 던지기

이 주요 종목에서 참가자들은 보통 잎갈나무로 만든 "케이버"(/ˈkeɪbər/)라는 크고 점점 가늘어지는 기둥을 던진다. "케이버"라는 용어는 게일어 'cabar'에서 유래했으며, 이는 나무 들보를 의미한다. 높이는 16–20 피트 (5–6 미터)이며 무게는 90–150 파운드 (40–70 킬로그램)이다. 주 목표는 케이버를 던져 끝이 뒤집혀 던지는 사람으로부터 멀리 떨어지게 하는 것이다. 이상적으로는 "12시" 방향으로 던지는 사람으로부터 직접 멀리 떨어져야 한다. 동작은 여러 부분으로 나눌 수 있다. 던지는 사람은 먼저 케이버를 어깨와 목에 똑바로 세우고(점점 가늘어지는 끝은 아래를 향해야 한다). 그런 다음 몸을 웅크리고, 깍지 낀 손을 케이버 아래로 미끄러뜨려 둥근 바닥을 받치고, 두 손으로 들어 올린다. 그런 다음 몇 걸음 앞으로 걷거나 달려 추진력을 얻고, 점점 가늘어지는 끝을 위로 뒤집어 큰 끝이 먼저 땅에 닿게 하고, 잘 던져지면 케이버가 던지는 사람으로부터 직접 멀리 떨어진다. 케이버 던지기의 심사는 기만적일 수 있다. 가장 직선으로 끝이 뒤집혀 던져진 것이 가장 높은 점수를 받는다. 케이버가 끝으로 착지했지만 던지는 사람 쪽으로 다시 쓰러지면, 끝이 뒤집혀 던져진 어떤 것보다 점수가 낮지만, 케이버가 도달한 최대 수직 각도에 따라 점수가 매겨진다(측면 심사는 두 번째 심판을 포함할 수 있다). 끝이 뒤집혀 던져진 것은 시계 시간으로 점수가 매겨지며, 12시 점수가 가장 높고(던지는 사람으로부터 직접 멀리 떨어짐), 수직에 도달한 후 옆으로 쓰러지는 케이버는 9시 또는 3시로 내려간다.

#### 통 던지기
주로 아일랜드 하이랜드 게임에서 발전한 이 종목은 양손으로 표준 반통 맥주 통을 수평 막대 위로 던지는 것을 포함한다. 통은 더 나은 안정성을 위해 그리고 부상을 피하기 위해 완전히 비워진다. 기본 기술은 통을 진자처럼 휘둘러 최고점에 도달했을 때 놓는 것이다. 이 종목 또는 그 변형은 현대 스트롱맨 대회에서 꽤 자주 사용된다. 2010년 세계 최강자전에서는 경쟁자들이 17에서 24 kg까지 무게가 증가하는 8개의 맥주 통을 4미터 막대 위로 던져야 하는 8개 통 표준화가 도입되었다. 최대 높이 통 던지기는 또한 12.5 kg, 15 kg, 25 kg이 가장 일반적으로 사용되는 무게인 주요 하이랜드 게임 및 스트롱맨 종목이다.

#### 쉬프 던지기

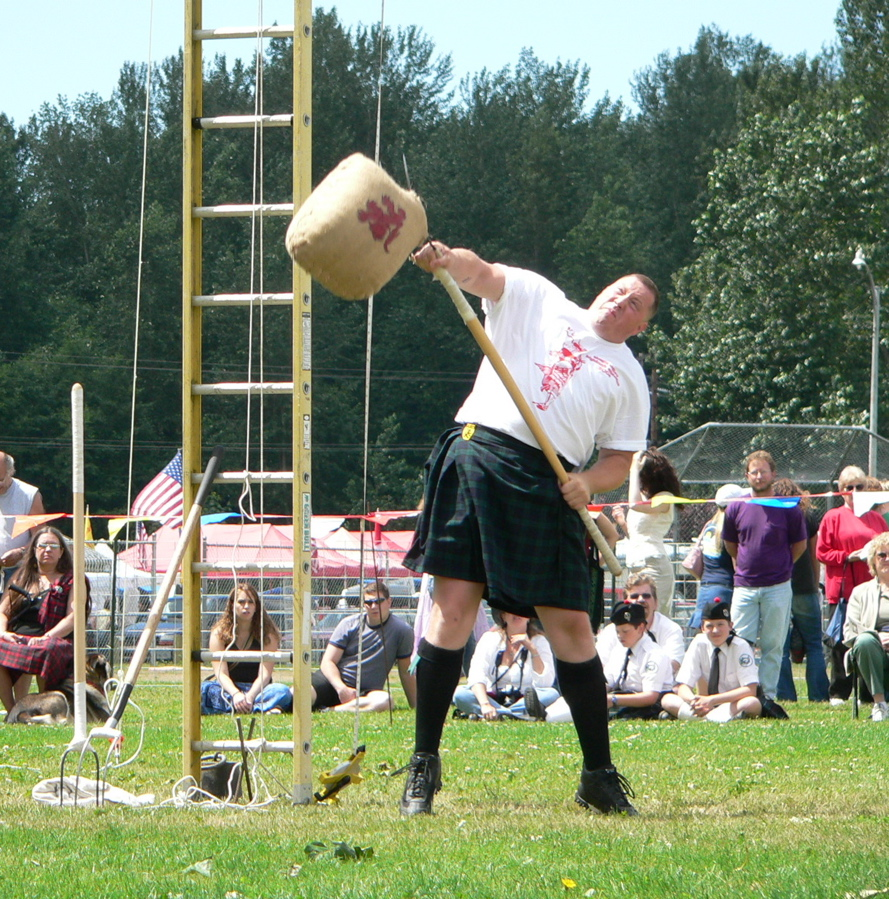
쉬프 던지기

이 종목에서는 남자용 20 파운드 (9.1 kg), 여자용 10 파운드 (4.5 kg) 무게의 짚 묶음(쉬프)이 삼베 자루에 싸여 쇠스랑으로 장대높이뛰기에서 사용되는 것과 유사한 높이 솟은 막대 위로 수직으로 던져진다. 이 종목의 진행 및 득점 방식은 웨이트 오버 바와 유사하다. 그러나 쉬프 던지기가 실제로 진정한 하이랜드 종목인지에 대해 선수들 사이에서 상당한 논쟁이 있다. 일부는 실제로 컨트리 페어 종목이라고 주장하지만, 많은 사람들은 그것이 훌륭한 관중 유도 종목이라는 데 동의한다. 또한 바스크 지방의 전통 스포츠이며, 종종 잉글랜드 사우스요크셔의 연례 시크하우스 쇼와 같은 농업 박람회에 출품되기도 한다.

#### 마이데-레이스크
마이데-레이스크('게으른 막대기'를 의미하는 게일어, gd)는 두 경쟁자가 발바닥을 서로 맞대고 땅에 앉아 수행하는 힘겨루기이다. 이렇게 앉아서 그들은 손으로 막대기를 잡고 한 명이 땅에서 들어 올려질 때까지 서로 당긴다. 세계에서 가장 오래된 마이데-레이스크 대회는 루이스섬의 카알로웨이 쇼 및 하이랜드 게임에서 열린다. 야쿠트 공동체에서 종종 마스-레슬링이라고 불리는 인기 있는 변형도 있다.
스코틀랜드 고지 육상 경기에서 많은 중량 경기 참가자들은 고등학교와 대학 육상 선수 출신으로, 스코틀랜드 게임이 경쟁 경력을 계속할 수 있는 좋은 방법임을 발견한다. 미국에서는 점점 더 중량 경기가 여성뿐만 아니라 마스터 클래스 선수들을 끌어모으고 있으며, 이는 중량 경기 대회에서 추가 클래스의 확산으로 이어졌다. 여성 클래스에서는 더 가벼운 도구가 사용된다.

### 음악

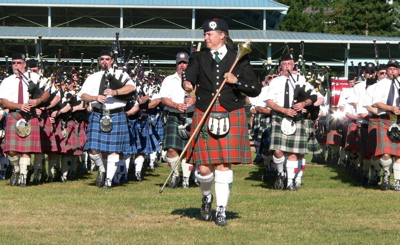
2005년 퍼시픽 노스웨스트 하이랜드 게임즈의 매시드 밴드

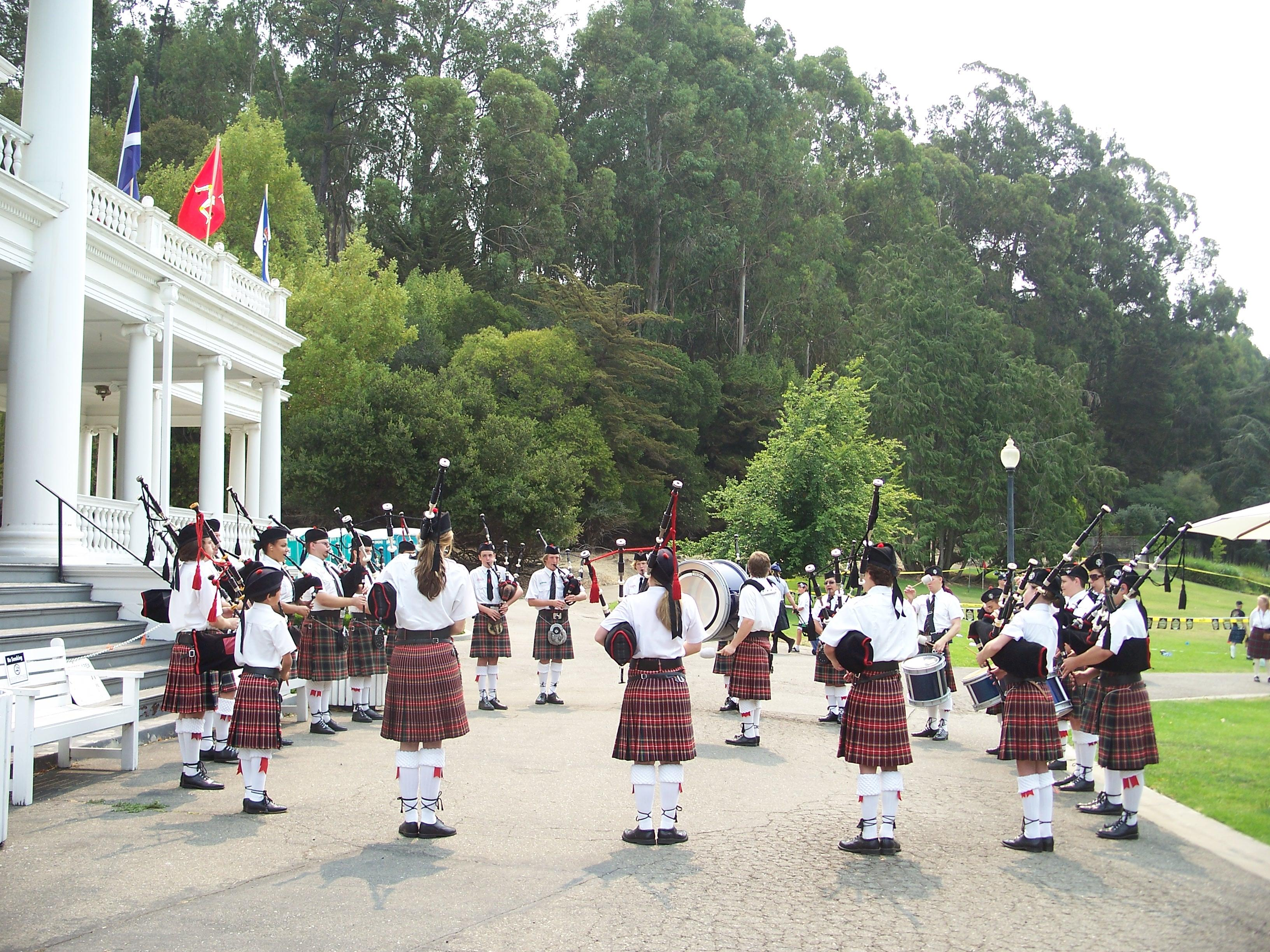
하이랜드 백파이프 밴드 경연대회 서클 (프린스 찰스 백파이프 밴드 2008)

많은 하이랜드 게임 축제 참가자들에게 게임에서 가장 기억에 남는 행사 중 하나는 백파이프 밴드의 집합이다. 일반적으로 게임의 개막식 및 폐막식과 함께 열리며, 20개 이상의 백파이프 밴드가 함께 행진하고 연주한다. 그 결과는 스코틀랜드 더 브레이브 또는 어메이징 그레이스 및 기타 대중적인 인기곡의 우렁찬 연주이다.
그레이트 하이랜드 백파이프 음악은 게임과 스코틀랜드 자체의 음악을 상징하게 되었다. 매시드 밴드(참가하는 모든 백파이프 밴드가 함께 연주할 때) 외에도 거의 모든 하이랜드 게임 모임은 솔로 백파이프 및 드럼 연주, 소그룹 앙상블 및 전체 백파이프 밴드를 포함한 다양한 백파이프 및 드럼 연주 대회를 특징으로 한다.
하이랜드 게임 모임의 음악에는 피들 연주, 하프 서클, 켈트 밴드와 같은 다른 형태도 포함된다.

### 춤
코월 하이랜드 개더링은 연례 세계 하이랜드 댄싱 챔피언십을 주최한다. 이 행사에는 전 세계 최고의 경쟁 무용수들이 모여 RSOBHD 공인 세계 챔피언십 타이틀을 놓고 경쟁한다. 그러나 대부분의 다른 하이랜드 게임에서도 춤을 선보인다. 공연의 인상적인 정도는 춤을 추는 섹션에 따라 크게 다르며, 4/5/6세의 초급 무용수들은 기술보다는 귀여움을 선사하는 반면, 프리미어(오픈) 섹션의 일반적인 10-30세 이상 무용수들은 기술적인 측면에서 더 뛰어나다. 공연되는 춤은 댄싱 보드의 크기, 검 사용 가능 여부, 그리고 어떤 춤을 공연할지에 대한 선호도에 따라 상당히 다양할 수 있다. 가장 일반적인 춤으로는 하이랜드 플링, 검 춤 또는 길리 칼럼, 셰안 트리우바스, 아이리시 지그, 혼파이프가 있다. 이 춤들 중 세 가지(하이랜드 플링, 검 춤, 셰안 트리우바스)는 반전통적인 킬트를 입고 공연되는 반면, 아이리시 지그와 혼파이프는 춤에 맞는 특정 의상을 입는다.

### 보조 행사 및 명소

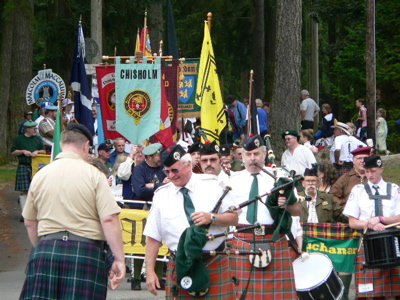
2005년 타코마 하이랜드 게임에서 씨족 퍼레이드를 위해 집결

현대 하이랜드 게임 행사에서는 일반적으로 다양한 다른 활동과 행사가 제공된다. 이 중 가장 중요한 것은 씨족 텐트와 스코틀랜드 관련 상품 판매상이다. 다양한 씨족 사회는 하이랜드 게임을 계절 활동의 주요 초점으로 삼아 가능한 한 많은 행사에서 모습을 드러낸다. 방문객들은 스코틀랜드의 뿌리에 대한 정보를 얻고 원한다면 자신의 씨족 사회에 적극적으로 참여할 수 있다. 이러한 것들은 스코틀랜드 외부에서 열리는 하이랜드 게임에서 더 흔하게 나타나는데, 스코틀랜드에서는 그 수요가 적지만, 그렇다고 해서 이따금씩 나타나지 않는다는 것은 아니다.
현대 게임에서는 무기고가 검과 갑옷 컬렉션을 전시하고, 종종 모의 전투를 벌이기도 한다. 스코틀랜드 기념품을 판매하는 다양한 판매상들도 아이언브루부터 네스호의 괴물 인형에 이르기까지 모든 것을 판매한다.
목양견 시험 및 전시회가 종종 열려 사육자와 훈련사의 기술을 선보인다. 또한, 하이랜드 소와 같은 다른 종류의 고지 동물도 전시될 수 있다.
다양한 전통 및 현대 켈트 예술이 종종 선보여진다. 여기에는 하프 연주자 모임, 스코틀랜드 컨트리 댄싱, 그리고 하나 이상의 엔터테인먼트 무대가 포함될 수 있다. 또한, 대부분의 행사에서는 일반적으로 사전 행사로 셀리(전통 음악, 춤, 노래 및 기타 형태의 엔터테인먼트가 있는 사교 행사)가 열린다.
다양한 음식 판매상들은 또한 다양한 종류의 전통 스코틀랜드 다과와 음식을 제공한다.

## 대중문화
하이랜드 게임 현상은 닐 먼로의 어치 맥퍼슨 이야기 "더피의 휴일(Duffy's Day Off)"에서 풍자되었는데, 이 이야기는 1904년 8월 22일 글래스고 이브닝 뉴스에 처음 실렸다.

## 스코틀랜드의 주요 행사
| 장소                   | 행사명                                             | 세부 정보 |
| ---------------------- | -------------------------------------------------- | --- |
| 알바, 클라크만난셔     | 알바 하이랜드 게임즈                               | 오킬 언덕 기슭의 알바 존스턴 공원. 1856년 여름에 처음 개최되었다. |
| 블레어 아톨, 퍼스셔    | 아톨 개더링                                        | 유럽 유일의 사설 군사 부대인 아톨 하이랜더스가 블레어 성 영내에서 게임을 시작한다. |
| 브레이마, 애버딘셔     | 브레이마 개더링                                    | 영국 왕실이 참석한다. |
| 브로딕, 애런섬         | 브로딕 하이랜드 게임즈                             | 1886년에 처음 개최되었다. |
| 번티즐랜드, 파이프     | 번티즐랜드 하이랜드 게임즈                         | 세계에서 두 번째로 오래된 게임 |
| 칼로웨이, 루이스섬     | 칼로웨이 쇼 앤 하이랜드 게임즈                     | 세계에서 가장 오래된 '마이데 레이스크' 대회의 본거지 |
| 케레스, 파이프         | 케레스 하이랜드 게임즈                             | 스코틀랜드에서 가장 오래된 무료 게임 |
| 크리프, 퍼스셔         | 크리프 하이랜드 게임즈                             | 스코틀랜드 헤비웨이트 챔피언십의 본거지이며, 로스시 공작(윌리엄 왕자)이 왕실 족장이다. |
| 더눈, 아길셔           | 코월 하이랜드 개더링                               | 스코틀랜드 최대 게임 |
| 글레니스라, 앵거스     | 글레니스라 하이랜드 게임즈                         | 1869년에 시작 |
| 구록, 인버클라이드     | 구록 하이랜드 게임즈                               | 스코틀랜드 시즌의 첫 번째 하이랜드 게임 – 5월 둘째 주 일요일에 열린다. |
| 할키크, 케이티니스     | 할키크 하이랜드 게임즈                             | 1886년에 시작 |
| 인버키싱, 파이프       | 인버키싱 하이랜드 게임즈                           | |
| 로흐언헤드, 퍼스셔     | 발퀴더, 로흐언헤드 및 스트레타이어 하이랜드 게임즈 | 카메론, 매클라렌, 맥그레거 씨족이 게임과 연결되어 있다. |
| 러스, 던바턴셔         | 러스 하이랜드 개더링                               | 클랜 콜쿼운이 게임과 연결되어 있다. 1875년부터 정기적으로 개최되었다. |
| 스트래스든, 애버딘셔   | 로나크 하이랜드 개더링 앤 게임즈                   | 1823년 설립된 로나크 하이랜드 및 프렌들리 협회 주최, 포브스, 월리스, 고든으로 구성된 로나크 하이랜더스 행진이 특징 |
| 퍼스, 퍼스셔           | 퍼스 하이랜드 게임즈                               | 8월 둘째 주 일요일에 열린다. |
| 피틀로크리, 퍼스셔     | 피틀로크리 하이랜드 게임즈                         | |
| 포트리, 스카이         | 스카이섬 하이랜드 게임즈                           | |
| 세인트앤드루스, 파이프 | 세인트앤드루스 하이랜드 게임즈                     | |
| 스털링                 | 스털링 하이랜드 게임즈                             | 첫 스털링 하이랜드 게임은 1870년 7월에 열렸다. |
| 토버모리, 멀섬         | 멀 하이랜드 게임즈                                 | 매년 7월 셋째 주 목요일에 열리며 매클레인 씨족의 지원을 받는다. 토버모리 만과 멀 해협을 내려다보는 가장 그림 같은 게임 행사 중 하나로 여겨진다. |
| 인버네스               | 인버네스 하이랜드 게임즈                           | 세계에서 가장 오래된 하이랜드 게임 경기장인 노던 미팅 파크에서 개최된다. |
| 네언                   | 네언 하이랜드 게임즈                               | 항상 북부에서 가장 크고 인기 있는 아마추어 모임 중 하나인 네언 하이랜드 게임즈는 1867년 8월 10일로 옮겨진 이후 매년 네언의 여름 일정에 포함되어 왔다. 그 전에는 1865년 12월 25일에 처음 개최된 겨울 게임이었다. 이 도시는 버러 일정에서 가장 중요한 이 행사에 대해 당연히 자부심을 느낀다. |

## 스코틀랜드 외부의 주요 행사

### 오스트레일리아
| 장소                     | 명칭                   |
| ------------------------ | ---------------------- |
| 데일리퍼드, 빅토리아     | 하이랜드 개더링        |
| 매클린, 뉴사우스웨일스주 | 매클린 하이랜드 개더링 |

### 벨기에
| 장소      | 명칭            |
| --------- | --------------- |
| 알덴 비젠 | 스코틀랜드 주말 |

### 버뮤다
| 장소                           | 명칭                   |
| ------------------------------ | ---------------------- |
| 서머셋 (2012); 펨브로크 (2013) | 버뮤다 하이랜드 게임즈 |

### 브라질
| 장소                               | 명칭                                |
| ---------------------------------- | ----------------------------------- |
| 이스탄시아 벨랴, 히우그란지두술주  | 스카우트 하이랜드 게임즈 - GEJL46RS |
| 사푸카이아 두 술, 히우그란지두술주 | 브라질 스코틀랜드 하이랜드 게임즈   |

### 캐나다
1997년 8월 1일, 캐나다 포스트는 앤드루 발포어의 사진을 기반으로 프레이저 로스가 디자인한 "하이랜드 게임즈"를 발행했다. 45센트 우표는 12.5 x 13으로 천공되었으며 캐나다 은행권 회사에서 인쇄했다.
| 장소                         | 명칭                                                  | 개최 월  |
| 앨버타주                     | 앨버타주                                              | 앨버타주 |
| ---------------------------- | ----------------------------------------------------- | -------- |
| 캘거리                       | 캘거리 하이랜드 게임즈                                | 9월      |
| 캔모어                       | 캔모어 하이랜드 게임즈                                | 9월      |
| 에드먼턴                     | 에드먼턴 스코틀랜드 협회 하이랜드 개더링              | 6월      |
| 그랜드프레리                 | 그랜드프레리 하이랜드 게임즈                          | 6월      |
| 하이리버, 앨버타주           | 풋힐스 하이랜드 게임즈                                | 8월      |
| 레드디어                     | 레드디어 하이랜드 게임즈                              | 6월      |
| 브리티시컬럼비아주           |                                                       |          |
| 코퀴틀람                     | 브리티시컬럼비아 하이랜드 게임즈                      | 6월      |
| 캠루프스, 브리티시컬럼비아주 | 캠루프스 하이랜드 게임즈                              | 7월      |
| 펜틱턴, 브리티시컬럼비아주   | 펜틱턴 스코틀랜드 페스티벌                            | 7월      |
| 빅토리아                     | 빅토리아 하이랜드 게임즈                              | 5월      |
| 매니토바주                   |                                                       |          |
| 이스트 셀커크, 매니토바주    | 매니토바 하이랜드 개더링                              | 6월      |
| 위니펙, 매니토바주           | 스코틀랜드 파빌리온, 포크로라마                       | 8월      |
| 위니펙, 매니토바주           | 트랜스코나 하이랜드 개더링                            | 9월      |
| 뉴브런즈윅주                 |                                                       |          |
| 프레더릭턴, 뉴브런즈윅주     | 뉴브런즈윅 하이랜드 게임즈                            | 7월      |
| 멍크턴, 뉴브런즈윅주         | 멍크턴 하이랜드 게임즈                                | 6월      |
| 퍼스-앤도버, 뉴브런즈윅주    | 스코트 축제 모임                                      | 5월      |
| 노바스코샤주                 |                                                       |          |
| 안티고니시, 노바스코샤주     | 안티고니시 하이랜드 게임즈                            | 7월      |
| 뉴 글래스고, 노바스코샤주    | 타르탄 & 하이랜드 게임즈 축제                         | 7월      |
| 온타리오주                   |                                                       |          |
| 앨먼티, 온타리오주           | 노스 래나크 하이랜드 게임즈                           | 8월      |
| 케임브리지, 온타리오주       | 케임브리지 하이랜드 게임즈                            | 7월      |
| 코버그, 온타리오주           | 코버그 하이랜드 게임즈                                | 6월      |
| 엠브로, 온타리오주           | 엠브로 하이랜드 게임즈                                | 7월      |
| 페르구스, 온타리오주         | 페르구스 스코틀랜드 축제 및 하이랜드 게임즈           | 8월      |
| 조지타운, 온타리오주         | 조지타운 하이랜드 게임즈                              | 6월      |
| 킨카르딘, 온타리오주         | 킨카르딘 스코틀랜드 축제 & 하이랜드 게임즈            | 7월      |
| 킹스턴                       | 킹스턴 스코틀랜드 축제                                | 5월      |
| 맥스빌, 온타리오주           | 글렌개리 하이랜드 게임즈                              | 8월      |
| 서턴, 온타리오주             | 조지나 개더링                                         | 6월      |
| 억스브리지, 온타리오주       | 더럼 고지 게임즈                                      | 7월      |
| 퀘벡주                       |                                                       |          |
| 몬트리올                     | 몬트리올 하이랜드 게임즈                              | 8월      |
| 서스캐처원주                 |                                                       |          |
| 무스 자우, 서스캐처원주      | 서스캐처원 하이랜드 개더링 & 페스티벌 (2015년 미개최) | 5월      |
| 리자이나                     | 서스캐처원 하이랜드 개더링 & 페스티벌                 | 5월      |

### 체코
| 장소        | 명칭                   |
| ----------- | ---------------------- |
| 브르노      | 몬테부 하이랜드 게임즈 |
| 시흐로프 성 | 스코트케 흐리 시흐로프 |

### 헝가리
| 장소                   | 명칭                                               |
| ---------------------- | -------------------------------------------------- |
| 체스네크, 베스프렘     | 스코틀랜드 하이랜드 게임즈 (Skót Felföldi Játékok) |
| 지츠히우이펄루, 페예르 | 하이랜드 게임즈 컵 (Felföldi Játékok Kupa)         |

### 인도네시아
| 장소     | 명칭                     |
| -------- | ------------------------ |
| 자카르타 | 자카르타 하이랜드 개더링 |

### 뉴질랜드
| 장소               | 명칭                                      |
| ------------------ | ----------------------------------------- |
| 호로라타           | 호로라타 하이랜드 게임즈 (2011)           |
| 페어리, 뉴질랜드   | 매켄지 이스터 쇼 & 하이랜드 게임즈 (1898) |
| 파에로아           | 파에로아 하이랜드 게임즈 & 태투 (1993)    |
| 투라키나, 뉴질랜드 | 투라키나 하이랜드 게임즈 (1864)           |
| 와이푸, 뉴질랜드   | 와이푸 하이랜드 게임즈 (1871)             |

### 스위스
| 장소                   | 명칭                           |
| ---------------------- | ------------------------------ |
| 압트빌, 장크트갈렌     | Appowila Highland Games        |
| 페흐랄트도르프, 취리히 | 하이랜드-게임즈 페흐랄트도르프 |
| 잉겐볼, 슈비츠         | 하이랜드 게임즈 인너슈바이츠   |

### 미국
| 장소                           | 명칭                                                                      |
| ------------------------------ | ------------------------------------------------------------------------- |
| 파머                           | 알래스카 스코틀랜드 하이랜드 게임즈                                       |
| 피닉스                         | 스코틀랜드 하이랜드 게임즈                                                |
| 프레스콧                       | 프레스콧 하이랜드 게임즈 & 켈틱 페어                                      |
| 투손                           | 투손 켈틱 페스티벌 & 스코틀랜드 하이랜드 게임즈                           |
| 몬터레이                       | 몬터레이 스코틀랜드 게임즈 & 켈틱 페스티벌                                |
| 플레전턴                       | 스코틀랜드 하이랜드 개더링 앤 게임즈                                      |
| 샌디에이고, 캘리포니아주       | 샌디에이고 스코틀랜드 하이랜드 게임즈 & 씨족 모임                         |
| 샌타크루즈군                   | 로흐 로몬드 하이랜드 게임즈 & 켈틱 개더링이 있는 스코틀랜드 르네상스 축제 |
| 벤투라                         | 시사이드 하이랜드 게임즈                                                  |
| 우들랜드                       | 새크라멘토 밸리 스코틀랜드 게임즈 & 페스티벌                              |
| 엘리자베스, 콜로라도주         | 엘리자베스 켈틱 페스티벌                                                  |
| 에스티스 파크, 콜로라도주      | 롱스 피크 스코틀랜드-아일랜드 하이랜드 페스티벌                           |
| 하트퍼드                       | 파이프스 인 더 밸리                                                       |
| 브루클린, 코네티컷주           | 스코틀랜드 코네티컷 하이랜드 게임즈                                       |
| 더니든, 플로리다주             | 더니든 하이랜드 게임즈 & 페스티벌                                         |
| 그린 코브 스프링스, 플로리다주 | 노스이스트 플로리다 스코틀랜드 하이랜드 게임즈                            |
| 마리애나, 플로리다주           | 빅 벤드 하이랜드 게임즈 & 스코틀랜드 페스티벌                             |
| 새러소타                       | 새러소타 하이랜드 게임즈                                                  |
| 블레어스빌, 조지아주           | 블레어스빌 스코틀랜드 페스티벌 & 하이랜드 게임즈                          |
| 스톤마운틴                     | 스톤 마운틴 하이랜드 게임즈 & 스코틀랜드 페스티벌                         |
| 호놀룰루, 하와이주             | 하와이안 스코틀랜드 페스티벌 & 하이랜드 게임즈                            |
| 콜럼버스                       | 콜럼버스 스코틀랜드 페스티벌 & 하이랜드 게임즈                            |
| 인디애나폴리스, 인디애나주     | 인디애나폴리스 스코틀랜드 하이랜드 게임즈 & 페스티벌                      |
| 사우스벤드                     | 켈틱 페스티벌 & 브라이언 버클러 초청 하이랜드 게임즈                      |
| 대븐포트                       | 쿼드-시티즈 켈틱 페스티벌 & 하이랜드 게임즈                               |
| 에미넌스, 켄터키주             | 하이랜드 르네상스 페스티벌                                                |
| 글래스고                       | 글래스고 하이랜드 게임즈                                                  |
| 배턴루지                       | 루이지애나 하이랜드 게임즈                                                |
| 벨파스트, 메인주               | 벨파스트 켈틱 셀러브레이션                                                |
| 앤도버, 메인주                 | 마운틴 미스피츠 육상                                                      |
| 윈저, 메인주                   | 메인 하이랜드 게임즈 & 스코틀랜드 페스티벌                                |
| 핼로웰, 메인주                 | 핼로웰 백야드 게임즈                                                      |
| 마운트에어리                   | 프레데릭 켈틱 페스티벌                                                    |
| 세인트 레너드, 메릴랜드주      | 서던 메릴랜드 켈틱 페스티벌 & 하이랜드 개더링                             |
| 알마, 미시간주                 | 알마 하이랜드 페스티벌 & 게임즈                                           |
| 리보니아                       | 세인트 앤드루스 디트로이트 협회 하이랜드 게임즈                           |
| 파치먼트, 미시간주             | 칼라마주 스코틀랜드 페스티벌                                              |
| 스파르타, 미시간주             | 스파르타 켈틱 페스티벌                                                    |
| 세인트찰스                     | 미주리 타르탄 데이 축제                                                   |
| 세인트루이스, 미주리주         | 세인트루이스 스코틀랜드 게임즈 & 문화 축제                                |
| 해밀턴, 몬태나주               | 비터루트 켈틱 게임즈 & 개더링                                             |
| 칼리스펠                       | 플랫헤드 켈틱 페스티벌                                                    |
| 링컨, 뉴햄프셔주               | 뉴햄프셔 하이랜드 게임즈 & 페스티벌                                       |
| 라스베이거스, 네바다주         | 라스베이거스 켈틱 협회 하이랜드 게임즈                                    |
| 앨터몬트, 뉴욕주               | 캐피탈 디스트릭트 스코틀랜드 게임즈                                       |
| 리버풀, 뉴욕주                 | CNY 스코틀랜드 게임즈 & 켈틱 페스티벌                                     |
| 올콧, 뉴욕주                   | 나이아가라 켈틱 헤리티지 페스티벌 & 하이랜드 게임즈                       |
| 올드 웨스트버리, 뉴욕주        | 스코틀랜드 페스티벌 & 게임즈                                              |
| 헌터스빌, 노스캐롤라이나주     | 로흐 노먼 하이랜드 게임즈                                                 |
| 로린버그, 노스캐롤라이나주     | 스코틀랜드 카운티 하이랜드 게임즈                                         |
| 린빌, 노스캐롤라이나주         | 그랜드파더 산 하이랜드 게임즈                                             |
| 윈스턴세일럼                   | 베사바라 하이랜드 게임즈                                                  |
| 털사                           | 스코트페스트                                                              |
| 포틀랜드                       | 포틀랜드 하이랜드 게임즈                                                  |
| 베슬리헴                       | 켈틱 클래식 하이랜드 게임즈 & 페스티벌                                    |
| 리고니어, 펜실베이니아주       | 리고니어 하이랜드 게임즈                                                  |
| 찰스턴                         | 찰스턴 스코틀랜드 게임즈 & 하이랜드 개더링                                |
| 그린빌                         | 갈라브레 그린빌 스코틀랜드 게임즈                                         |
| 엘리자베스턴, 테네시주         | 스코틀랜드 중량 육상 클리닉 & 대회 / 이스트 테네시 켈틱 페스티벌          |
| 개틀린버그, 테네시주           | 개틀린버그 스코틀랜드 하이랜드 게임즈                                     |
| 타운젠드, 테네시주             | 타운젠드, 테네시에서 열리는 스모키 마운틴 스코틀랜드 페스티벌 & 게임즈    |
| 알링턴                         | 텍사스 스코틀랜드 페스티벌 & 하이랜드 게임즈                              |
| 오스틴                         | 오스틴 켈틱 페스티벌                                                      |
| 그레이프바인                   | 그레이프바인 켈틱 헤리티지 페스티벌 & 하이랜드 게임즈                     |
| 휴스턴, 텍사스주               | 휴스턴 켈틱 페스티벌 & 하이랜드 게임즈                                    |
| 셔먼                           | 셔먼 켈틱 페스티벌 & 하이랜드 게임즈                                      |
| 모압                           | 스콧스 온 더 록스                                                         |
| 페이슨                         | 페이슨 스코틀랜드 페스티벌                                                |
| 솔트레이크시티, 유타주         | 유타 스콧스 페스티벌                                                      |
| 세인트조지                     | 레드스톤 게임즈                                                           |
| 델라플레인, 버지니아주         | 버지니아 스코틀랜드 게임즈 & 페스티벌                                     |
| 래드포드, 버지니아주           | 래드포드 하이랜더스 페스티벌                                              |
| 켈소                           | 켈소 하이랜더 페스티벌                                                    |
| 브리지포트, 웨스트버지니아주   | 노스 센트럴 웨스트버지니아 스코틀랜드 페스티벌 & 켈틱 개더링              |
| 밀워키, 위스콘신주             | 밀워키 하이랜드 게임즈                                                    |
| 워키쇼                         | 위스콘신 하이랜드 게임즈                                                  |

## 같이 보기
- 바스크 농촌 스포츠
- 신체 훈련 및 피트니스의 역사
- 스코틀랜드의 스포츠
- 2009년 더 개더링
- 세계 하이랜드 게임즈 챔피언십